# Karl Biester
Karl Biester (* 29. Januar 1878 in Herrenhausen; † 5. November 1949 in Langenhagen) war ein deutscher Landwirt und Politiker (DHP, später NLP).

## Leben und Beruf
Biester besuchte die Realschule in Hannover und die Landwirtschaftsschule in Hildesheim. Er arbeitete ab 1898 in der Landwirtschaft und wurde 1913 selbständiger Landwirt in Langenhagen. Biester erbte den Hof von seinem Vater Philipp, verpachtete ihn aber an seinen jüngeren Bruder Gustav (21. Juni 1885 in Herrenhausen), der den Biesterschen Hof schon seit 1905 bewirtschaftete. Von 1914 bis 1918 nahm er als Soldat am Ersten Weltkrieg teil.

## Partei
Biester trat 1900 in die Deutsch-Hannoversche Partei DHP („Die Welfen“) ein, die nach der Machtübernahme der Nationalsozialisten aufgelöst wurde. Ab 1904 war er Mitglied der Friedensbewegung. Er kandidierte 1913 erfolglos für das Preußische Abgeordnetenhaus. Nach 1918 gehörte Biester der Parteileitung der DHP an.
Nach 1933 bedroht und mehrfach vernommen, wollte ihn der NSDAP-Gauleiter Lauterbacher wegen seiner Verbindungen zum Kreisauer Kreis noch am 5. April 1945 hinrichten lassen.
1945/46 beteiligte sich Biester an der Gründung der Niedersächsischen Landespartei, aus der später die Deutsche Partei hervorging.
Sein auf dem Hof lebender jüngerer Bruder Dr. Georg Biester war ebenfalls Mitglied der DHP, in den zwanziger und dreißiger Jahren stellvertretender Bürgermeister von Langenhagen und nach dem II. Weltkrieg Mitglied des Kreistages des Landkreises Hannover.

## Abgeordneter
Biester war von 1919 bis 1921 Mitglied der Verfassunggebenden Preußischen Landesversammlung und wurde anschließend in den Preußischen Landtag gewählt, dem er bis 1933 angehörte.
Gemeinsam mit vier anderen DHP-Mitgliedern war Biester bis zum 21. Mai 1924 ständiger Gast der Zentrumsfraktion. In der folgenden Legislaturperiode schlossen sich die sechs DHP-Abgeordneten mit den Mitgliedern der Wirtschaftspartei zur Fraktion Wirtschaftliche Vereinigung zusammen. Von 1928 bis 1932 war er Mitglied der Deutschen Fraktion, die sich aus der DHP, der CNBL, dem Völkisch-Nationalem Block und der Reichspartei für Volksrecht und Aufwertung gebildet hatte. Die letzten beiden Legislaturperioden des Preußischen Landtags war Biester dort einziger DHP-Abgeordneter und wurde daher „der letzte Welfe“ genannt.
Biester war 1946 Mitglied des Ernannten Hannoverschen Landtages und 1946/47 Mitglied des Ernannten Niedersächsischen Landtages. Anschließend wurde er in den Niedersächsischen Landtag gewählt, dem er bis zu seinem Tode angehörte.